# Abraxas semiturpis
Abraxas semiturpis là một loài bướm đêm trong họ Geometridae.